# William A. Ashbrook
William A. Ashbrook (Johnstown (Ohio), 1er juillet 1867 - Washington, D.C., 1er janvier 1940) est un homme politique américain.